# Avraham Livni
Pour les articles homonymes, voir Livni.
 (Mars 2025).
Avraham Livni  (en hébreu : אברהם לבני), né le 1er janvier 1925 à Marseille et mort le 7 octobre 1986 à Jérusalem, est un philosophe israélien francophone. De naissance, il est français de religion protestante. Il se convertit au judaïsme à la suite de l'Holocauste et immigre en Israël. Il trouve un intérêt particulier pour la doctrine du Rav Kook et y vit le renouveau de l'esprit de la prophétie juive. La pensée de Livni repose principalement sur la réflexion sur la civilisation, la décadence et le rôle du peuple juif dans l’histoire. Il a mis par écrit les principaux points de ses idées dans son livre Le Retour d'Israël et l'espérance du monde, traduit en Hébreu et en Anglais.

## Biographie
Livni est né le 4 janvier 1925 dans une famille chrétienne protestante (huguenote) à Marseille, dans le sud de la France. Lorsque la Seconde Guerre mondiale éclate, il a quatorze ans. Pendant la guerre, ses parents ont participé au sauvetage de 3 000 juifs dans le village du Chambon-sur-Lignon, dans le sud de la France. Après la guerre, à la suite de la publication des horreurs de l'Holocauste et de l'ampleur de l'extermination, Livni décide d'arrêter ses études dans les domaines des mathématiques et de la physique et d'aller à la Sorbonne à Paris pour étudier la théologie, afin d'étudier les racines de la culture chrétienne européenne et ses relations avec le judaïsme. Deux ans plus tard, en raison de divergences d'opinions avec ses professeurs, dans lesquelles il affirme que leurs propos sur les Juifs contredisent ce qui est écrit dans la Bible, il abandonne les études de théologie et passe aux études de philosophie.
Après plusieurs années d'enseignement à Paris, Livni reçoit une offre pour enseigner la philosophie à Casablanca, au Maroc, où il rencontre pour la première fois une communauté juive traditionnelle. Cette rencontre lui fait une forte impression et il décide de se convertir. À la question du rabbin Shalom Mashash, pourquoi il voulait se convertir, il répond dans un document détaillé de quinze pages traitant de l'essence de la nation d'Israël et de sa singularité. Le rabbin Mashash, très impressionné par le document, le distribue à tous les tribunaux de conversion du Maroc.
Après sa conversion au judaisme, en 1958, Livni épouse Nelly qu'il a rencontré dans la communauté juive de Casablanca, et avec qui il a un fils, Michael. En 1963, ils immigrent en Israël et s'installent à Jérusalem, dans le quartier de Réhavia. Il étudie à la Yechiva Merkaz Harav, où il découvre l'enseignement du rabbin Kook, en particulier le livre "Orot", par ses disciples, le rabbin Zvi Yehouda, le Nazir, Manitou. À propos de ses sentiments à l'occasion de son arrivée à Jérusalem, il écrit: «[Cette route de Paris à Jérusalem] ressemble... à un retour à une source disparue, perdue et retrouvée.» Au fil des années, il obtient un diplôme rabbinique et complète sa thèse de doctorat en Philosophie à l'Université hébraïque de Jérusalem. Le sujet de sa thèse est "La recherche du dieu chez Paul Valéry".
Avraham Livni est décédé le 7 octobre 1986 à Jérusalem, un an après la publication de son livre Le retour d'Israël et l’espérance du monde, et est enterré au Mont des Oliviers.

## Sur la pensée de Paul Valéry
Livni a consacré plusieurs travaux à l’étude de la pensée de Paul Valéry. Sa contribution majeure réside dans l’interprétation et l’analyse des écrits de Valéry à travers une perspective philosophique rigoureuse, mettant en lumière des aspects souvent négligés, notamment la dimension métaphysique et épistémologique de son œuvre.
Quelques points essentiels de la contribution de Livni à la pensée de Paul Valéry :

### Exploration de la métaphysique de l’esprit
Livni met en évidence la pensée réflexive de Valéry sur la conscience, la perception et les mécanismes de la pensée. Il s’attache à montrer comment Valéry n’est pas seulement un poète, mais aussi un penseur de l’esprit humain, proche des préoccupations philosophiques contemporaines.

### Analyse de l’art et de la création
Livni approfondit la réflexion de Valéry sur l’acte créateur et le rôle de l’artiste. Il étudie les textes où Valéry théorise sur l’écriture, la danse, la musique et l’architecture comme des formes de pensée en action.

### Dialogue avec les sciences
Livni insiste sur l’approche scientifique et méthodique de Valéry, qui s’intéresse aux mathématiques, à la biologie et à la physique pour nourrir sa réflexion littéraire et philosophique.

### Réhabilitation de Valéry philosophe
À travers ses travaux, Livni contribue à repositionner Valéry comme un philosophe à part entière, et pas seulement comme un écrivain ou poète. Il le rapproche de figures comme Bergson ou Husserl, en soulignant l’originalité de sa pensée sur le temps, la mémoire et le langage.

## Sur laprophétiejuive
Avraham Livni a développé une réflexion sur la prophétie juive, influencée par la pensée du Rav Kook. Dans son ouvrage "Le Retour d'Israël et l'Espérance du Monde", Livni considère la prophétie non pas comme une expérience mystique individuelle, mais comme une dynamique historique et nationale intrinsèquement liée au destin collectif du peuple juif. Il voit dans la prophétie une force motrice orientant l'histoire, conférant à Israël une vocation universelle. Pour Livni, le retour du peuple juif sur sa terre ancestrale est l'expression contemporaine de cette prophétie, symbolisant une renaissance spirituelle et nationale qui porte en elle l'espoir d'un renouveau moral pour l'humanité tout entière.

## Sur le rôle du peuple d’Israël
Cette section ne s'appuie pas, ou pas assez, sur des sources secondaires ou tertiaires indépendantes du sujet.

Pour l'améliorer, ajoutez-en, ou placez des modèles {{Source secondaire souhaitée}} ou {{Source secondaire nécessaire}} sur les passages mal sourcés. (mars 2025)
Avraham Livni développe une pensée sur le rôle du peuple d’Israël, mêlant une vision spirituelle, historique et politique. Il considère qu’Israël n’est pas seulement une nation parmi d’autres, mais qu’il a une mission universelle et prophétique.

### Israël comme acteur du plan divin
Livni voit le peuple juif comme porteur d’un projet divin destiné à influencer l’histoire de l’humanité. Il s’inspire de la tradition biblique pour montrer que la vocation d’Israël dépasse l’existence nationale : il s’agit d’être une lumière pour les nations et d’incarner des valeurs morales et spirituelles essentielles.

### Le retour à Sion et l’histoire messianique
Pour lui, le sionisme et la résurrection de l’État d’Israël ne sont pas seulement des événements politiques, mais une étape du processus messianique. Il insiste sur le fait que le retour en terre d’Israël est une nécessité pour accomplir la mission du peuple juif.

### La responsabilité d’Israël dans le monde moderne
Livni critique une vision purement nationaliste ou séculière d’Israël. Selon lui, l’État juif doit être fondé sur les valeurs de la Torah et ne pas se contenter d’être un refuge ou une puissance politique. Il souligne que l’identité d’Israël repose sur sa spiritualité et son rôle exemplaire pour le monde.

## Le retour d'Israël et l’espérance du monde
En résumé, Avraham Livni conçoit Israël comme une nation dont l’existence et l’histoire ont une portée universelle, avec une responsabilité spirituelle et morale majeure.
Il exprime son point de vue dans son livre Le retour d'Israël et l’espérance du monde, dans lequel il exprime les racines de la crise de la culture occidentale du point de vue d'un converti. Le livre a été écrit en français et traduit en hébreu par le rabbin Ouri Cherki, sur la recommendation du rabbin Yehochoua Zuckerman. Ses idées sont basées sur les pensées du rabbin Kook, du Ramchal, du Gaon de Vilna et plus encore. Le rabbin Zuckerman a écrit une préface élogieuse qui a été publiée dans la première édition de sa traduction en hébreu.
Dans cet ouvrage, Livni explore les raisons de l'échec d'une civilisation qui a tenté de dépouiller le peuple juif de sa terre, de sa Bible et de son identité. Il analyse, en puisant aux sources traditionnelles de la pensée hébraïque, l'histoire du peuple juif comme étant l'épine dorsale de toute l'aventure humaine, une histoire témoin, prototype, porteuse de la seule espérance de salut du monde moderne.
Livni s’est prononcé contre le Christianisme et la culture occidentale et a affirmé qu’ils avaient fait faillite et atteint le sommet de leur dépravation pendant l’Holocauste. Selon lui, la rédemption du monde entier dépend de la rédemption individuelle du peuple d'Israël, car « le plan de la création est intrinsèquement lié à Israël ». Concernant la montée de l’État d’Israël, il a déclaré que c’était la contradiction gagnante face à l’affirmation chrétienne selon laquelle la nation d’Israël est en train de disparaître du monde.
Livni a affirmé que l’Holocauste, au-delà du préjudice causé au peuple juif, est une insulte et une culpabilité pour l’ensemble de la civilisation humaine :

« Pour moi, ce fut d'abord la fin de ma jeunesse.
J'avais vingt ans à la fin de la Seconde Guerre mondiale, quand nous fut révélée l'horreur des camps d'extermination ... Mais la honte et le dégoût éprouvés par ceux qui n'avaient pas été pourchassés, du fait qu'ils n'étaient point juifs, n'étaient pas moins insupportables que la détresse de ceux qui avaient été victimes directes de la chasse aux juifs… Pourtant le problème moral d'Auschwitz concerne l'humanité entière. C'est en tant que jeune chrétien que je me suis senti directement agressé au lendemain de la guerre par la « méta-histoire » révélée par Auschwitz. Cette révélation brutale remettait en question la civilisation de l'homme jusqu'en ses fondements métaphysiques. Car c'est bien de cela qu'il s'agit avec Auschwitz et il n'est aucune différence entre le juif et le chrétien devant la facticité trop objective du tragique échec de la civilisation des hommes.
... Auschwitz est le produit ahurissant, mais finalement logique, d'une civilisation bi-millénaire. C'est toute la conceptualisation, aussi bien que les coordonnées mentales de cette civilisation qui sont en cause ... »

— Abraham Livni, Le retour d’Israël et l’espérance du monde, pages 25-27

## Manitou et Livni
Manitou et Avraham Livni sont tous deux des penseurs influents du judaïsme contemporain, partageant des points communs tout en ayant des approches distinctes.

### Points communs
- Influence du Rav Kook : Tous deux ont été profondément marqués par la pensée du Rav Abraham Isaac Kook, intégrant ses idées dans leurs réflexions respectives.

- Vision du retour en Terre d'Israël: Ils perçoivent le retour du peuple juif en Terre d'Israël non seulement comme un événement politique, mais surtout comme un processus spirituel et messianique.

### Différences
- Approche de la prophétie et de l'histoire: Manitou met l'accent sur la compréhension de l'histoire juive à travers les identités bibliques et les structures spirituelles, tandis qu'Avraham Livni considère la prophétie comme une dynamique historique collective, orientant le destin du peuple juif et de l'humanité.

- Perspective sur le sionisme: Manitou adopte une vision où le sionisme est lié à une renaissance spirituelle interne du peuple juif, alors qu'Avraham Livni insiste sur la dimension universelle et prophétique du sionisme, voyant dans le retour en Israël une étape vers la rédemption mondiale.

Ces distinctions reflètent leurs parcours et contextes respectifs, Manitou étant profondément engagé dans la transmission orale et l'éducation juive en France, et Avraham Livni focalisé sur l'analyse des processus historiques et politiques liés au sionisme.

## Publications
- La recherche du dieu chez Paul Valéry  (ouvrage publié avec le concours du Centre national de la recherche scientifique et de l'Université hébraïque de Jérusalem), Paris, Éditions Klincksieck, coll. « Bibliothèque Française et Romane », 1978, 508 p. (ISBN 978-2-252-01969-6, lire en ligne)
- Je crois à la prophétie, Jérusalem, Organisation sioniste mondiale, coll. « Oui » (no 19), 1983, 90 p..
- Le retour d'Israël et l’espérance du monde, Monaco, Éditions du Rocher, 1984 (réimpr. 2010), 375 p. (ISBN 978-2-268-07038-4).